# Smithton, Illinois
Smithton är en by i St. Clair County i den amerikanska delstaten Illinois med en folkmängd, som uppgår till 2 248 invånare (2000). Den har enligt United States Census Bureau en area på 4 km². 